# Ilema costiplaga
Ilema costiplaga är en fjärilsart som beskrevs av Walker 1862. Ilema costiplaga ingår i släktet Ilema och familjen tofsspinnare. Inga underarter finns listade i Catalogue of Life.